# Götz Meschede
Götz Meschede (geboren und gestorben im 20. Jahrhundert) war ein deutscher Tischtennisspieler mit seiner aktiven Zeit in den 1930er und 1940er Jahren. Er wurde mit Berliner Vereinen zweimal Deutscher Mannschaftsmeister.

## Werdegang
Götz Meschede spielte in Berlin. Von 1936 bis 1951 wurde er 12-mal Berliner Meister, dreimal im Einzel (1936, 1940, 1941), dreimal im Doppel (1936, 1941, 1948) und sechsmal im Mixed. 1934 wurde er mit dem Verein TTC Gelb-Weiß Berlin deutscher Mannschaftsmeister, zwei Jahre später ebenfalls mit dem Verein BSG Osram Berlin. Die Endrundenkämpfe in der Besetzung Heine, Hans Kiack, Meschede, Neue, Venus und Wegener fanden in Erfurt statt.
Mehrmals trat er bei den Internationalen Deutschen Meisterschaften an. Dabei siegte er 1937 im Doppel mit dem Tschechen Bohumil Váňa. Es war der erste Titel eines deutschen Mannes bei dieser Turnierserie. Erst 1952 trug sich ein weiterer Deutscher, Eberhard Schöler, in die Titelliste ein. 1938 wurde Meschede im Doppel mit Dieter Mauritz Dritter, ebenso 1939 mit Annemarie Schulz (BSG Osram Berlin) im Mixed.
Bei den nationalen deutschen Meisterschaften erreichte er 1952 zusammen mit Erika Richter (TTC Blau-Gold Berlin) das Halbfinale. Im gleichen Jahr wurde er mit der Herrenmannschaft des BTTC Grün-Weiß Berlin Dritter der Deutschen Mannschaftsmeisterschaft. Bei diesem Verein war er noch 1965 aktiv.
Über Meschedes weiteres Leben ist nichts bekannt.